# Dolocosa dolosa
Dolocosa dolosa är en spindelart som först beskrevs av O. Pickard-Cambridge 1873.  Dolocosa dolosa ingår i släktet Dolocosa och familjen vargspindlar. Inga underarter finns listade i Catalogue of Life.